# لیندون، ایلینوی
لیندون (به انگلیسی: Lyndon) یک روستا در ایالات متحده آمریکا است که در ایلینوی واقع شده‌است. لیندون ۲٫۰۲ کیلومتر مربع مساحت و ۶۴۸ نفر جمعیت دارد.